# アラン・イーストマン
アラン・イーストマン（Allan Eastman、1948年7月6日 - ）は、カナダのテレビ演出家、映画監督。マニトバ州ウィニペグ出身。

## 作品
- アンドロメダ
- F/X: The Series
- バックラッシュ
- ロボコップ／THE SERIES 4 モーガンの逆襲
- ロボコップ／THE SERIES 5 頭脳破壊
- ロボコップ／THE SERIES 6 正義のために
- シャンペンチャーリー
- 自動車王フォード/愛と哀しみのアメリカン・ドリーム
- 黙示録1945/ここに核の全てがある
- クレイジームーン/恋する予感